# Храм Святого Євгенія (Буки)
Храмовий комплекс з ландшафтним парком — розташований у селі Буки Сквирського району Київської області.

## Характеристика комплексу
Проект храмового комплексу з ландшафтним парком у селі Буки на Київщині виконаний творчою архітектурною майстернею «Бабич» під керівництвом архітектора Бабича Юрія Івановича.
На берегах Ростовиці в селі Буки розташований комплекс приватних будівель родини Суслових, а також Храмовий комплекс, в який входять церква Святого Великомученика Євгенія, дзвіниця Святого Данила, каплиці Святих Миколи та Олександра. Потрапити в комплекс можна, переїхавши дамбу, через яку переливається вода - спеціально для того щоб гості не завозили на колесах бруд на територію. Також на території знаходиться мінізоопарк, в якому проживають чотири ведмеді, лев, страуси, козулі, вівці, фазани і т.д., загата з річковою рибою, фонтани і скульптури. Весь комплекс побудований на гроші агропромислової корпорації «Сквира», що належить Суслову Івану Миколайовичу.
Національним банком України випущено монету номіналом 10 гривень, яка приурочена до побудови та освячення храмового комплексу, в який входять церква Святого Великомученика Євгенія, дзвіниця Святого Данила, каплиці Святих Миколи та Олександра. Святі, яким присвячені споруди комплексу, обрані не випадково - так дзвонова присвячена Данилу Прокоповичу Кучмі, батьку Леоніда Кучми - другого президента України.